# Одесский ботанический сад
Одесский ботанический сад (Ботанический сад Одесского национального университета имени Ильи Мечникова)
На территории сада площадью около 16 гектаров представлены более 3000 видов зеленых насаждений. Сад является учебным подразделением биологического факультета университета, на его базе ежегодно выполняются дипломные и курсовые работы, научные сотрудники сада участвуют в учебном процессе.
Сад открыт для свободного посещения, проводятся экскурсии.

## История
Первый ботанический сад в Одессе был основан ботаником-французом Карлом Десметом в 1819 году.
В 1820 году при генерал-губернаторе Ланжероне за площадью Куликово поле был заложен ботанический сад, который стал родоначальником парков степной части Украины.
Первое дерево здесь посадил сам Александр Ланжерон, а всего через несколько лет, когда сюда приехал Пушкин, деревья уже давали «насильственную тень». Кроме разведения экзотических растений в саду устраивались балы, народные гуляния, скачки, игры в теннис, в начале 1830-х годов местные жители наблюдали здесь запуск воздушного шара.
В 1834 году директором сада стал Александр фон Нордман.
В 1865 году в Одессе был открыт университет, и уже в 1867 году по ходатайству профессоров Ценковского и Яновича в университетском дворе была построена небольшая двухзальная оранжерея стоимостью в 2 000 рублей.
В 1880 году по инициативе университетского преподавателя ботаники Л. В. Рейнгарда сад был переведён с университетского двора на бывшую дачу Ришельевского лицея на Малом Фонтане (Французский бульвар, 87).
Там также была построена оранжерея из двух отделений — теплого и холодного, устроена система растений. В 1886 году Рейнгард переехал в Харьков, а заведующим садом стал специалист по анатомии и физиологии растений Л. А. Ришави. Он отменил прежнюю систему растений и на площади 2,5 десятины разбил ряд клумб с группами растений без определенного систематического порядка.
В 1895 году сад возглавил специалист в области морфологии и систематики растений профессор Ф. Каменский.
Развитие сада не считалось приоритетным и он постепенно пришёл в упадок, усугубившийся в общей разрухой в годы Первой мировой и Гражданской войн. К тому же, в 1920 году Одесский университет был реорганизован в три самостоятельных вуза, ни один из которых не включил ботанический сад в свою структуру.
Возрождение сада началось в 1923 году. Сад возглавил специалист в области морфологии и систематики растений института Народного Образования профессор Д. О. Свиренко. Руководству сада удалось добиться перевода сада на бюджетное финансирование.
До 1926 года ботанический сад находился в ведении «Детского городка», Одесского губнаробраза, Одесского сельскохозяйственного института. В 1926 году сад возглавил выдающийся ботаник и путешественник профессор Липский В. И., экс-президент Украинской академии наук. Сад стал самостоятельным научно-исследовательским институтом в структуре Украинской академии наук. В саду имелись секция морфологии и систематики, руководимая профессором В. И. Липским, и секция анатомии и физиологии во главе с профессором Ф. М. Породько. Специализацией сада стали вопросы акклиматизации и натурализации древесных пород для их интродукции в Причерноморском регионе, поиск растительного сырья местной флоры (каучуконосных, эфироносных, красильных и др. полезных растений), разработка методов добычи агар-агара и йода из филлофоры Черного моря (в Одессе построен завод по производству агар-агара). В 1930 году саду была передана бывшая дача Маразли (Французский бульвар, 85), однако через два года эту территорию передали другой организации.
В 1934 году ботанический сад возвращается в структуру восстановленного в 1933 году Одесского университета. Директором сада стал доцент И. Власенко.
После Великой Отечественной войны в саду сохранились только отдельные растения, его вновь пришлось восстанавливать, руководила этой работой доцент кафедры ботаники А. С. Жаренко. В 1948 году, для расширения площади, саду была передана территория по адресу Французский бульвар 48/50.
Научно-исследовательская работа сада в послевоенные годы была направлена на выработку рекомендаций по озеленению Одессы и Одесской области, садом были переданы тысячи экземпляров растений — цветов, кустарников, деревьев. В должности директора А. С. Жаренко сменил доцент Одесского сельскохозяйственного института Е. М. Киркопуло, специализировавшегося на сортах персика, его работа способствовала разведению этой культуры в Одесской области.
После Е. Н. Киркопуло садом руководил доцент биологического факультета А. А. Титаренко, а с 1961 по 1972 год — учёный-лесовод П. Н. Резник при научном руководстве профессора кафедры ботаники и физиологии растений Г. В. Ткаченко.
В 1963 году Ботаническому саду присвоен статус парка-памятника садово-паркового искусства.